# Shiwiar
Le Shiwiar est l’une des treize nationalités indigènes reconnues de l’Équateur, appartenant au peuple Jivaro, tout comme les Shuars, les Achuars, les Aguarunas et les Huambisas.

## Présentation
Les Shiwiars appartiennent à la même tradition culturelle et linguistique que les Achuars et les Shuars. Leur territoire se trouve le long de la rivière de Pastaza, près de la frontière péruvienne, dans le bassin amazonien. Le territoire est l'un des plus préservés et isolés de toute l'Amazonie ; il n'est accessible qu'en avion, et est composé uniquement de forêt primaire, avec un taux de biodiversité record. 
Leur population est de 727 personnes vivant dans 9 villages. Leur langue est le shiwiar chicham. Les Shiwiars parlent aussi le quichua et certains l'espagnol. Ils ne sont entrés en contact avec le monde occidental qu'en 1941, lors de la guerre opposant le Pérou à l'Équateur. Il y a eu peu d'intrusions étrangères au sein de ce territoire, mis à part les missionnaires évangélistes et une campagne d'exploration pétrolière dans les années 1970. Du pétrole a été trouvé, mais il n'a pas encore été exploité.
Après une longue bataille politique, le gouvernement équatorien leur a donné 89 337 hectares de terrain en 1992 et les a reconnu en tant que « nationalité Shiwiar », mais plus de 100 000 hectares de territoires ancestraux restent revendiqués.
Leur organisation politique, la ONSHIPAE (Organizacion de la Nacionalidad Shiwiar de Pastaza Amazonía Ecuatoriana) travaille en collaboration avec la Pachamama Alliance pour acquérir les titres légaux sur le territoire. Les Shiwiars espèrent que l'écotourisme générera des fonds suffisants pour financer leur lutte.

## Culture
Leur culture est unique. Les Shiwiars ont toujours vécu dans la forêt, et ont eu peu de contacts avec le monde extérieur. Ils partagent les mêmes origines ancestrales que les Achuar et Shuar, mais les cultures sont différentes. Ils vivent dans un monde très spirituel, où les rêves ont une signification très importante, et où les animaux et les plantes ont une âme. Ils ont des chacras, leurs jardins sacrés où ils cultivent. Ils fabriquent des céramiques et des colliers. Ils se peignent la tête pour les grandes occasions et vivent dans des maisons traditionnelles. Pour la chasse, ils utilisent encore des sarbacanes.
Selon leur vision du monde, la forêt est en vie, avec son propre esprit, l'Amasang, qui est le dieu des animaux. Ils doivent la fertilité de leur sols à Nungui.
Ils ont toutefois été en contact avec des missionnaires, qui ont converti quelques-uns d'entre eux au christianisme (mais pas dans les communautés de Tanguntsa et Juyuintsa). En conséquence, ils portent maintenant des vêtements occidentaux, et utilisent de la technologie comme des moteurs pour leurs canoës, des lampes de poche, des radios qui fonctionnent grâce à des panneaux solaires et des fusils. Néanmoins, même aujourd'hui, l'influence occidentale reste minimale, et les Shiwiars restent auto-suffisants au sein de leur territoire, utilisant les ressources de la forêt pour répondre à leurs besoins.